# Hårby Å
Hårby Å (danska: Haarby Å) är ett vattendrag på Fyn i Danmark. Det ligger i Region Syddanmark, i den södra delen av landet, 170 km väster om Köpenhamn. Det rinner upp utanför samhället Glamsbjerg, flyter söderut genom Hårby och mynnar i Helnæs Bugt.